# Храбирсько
Хра́бирсько (болг. Храбърско) — село в Софійській області Болгарії. Входить до складу общини Божуриште.

## Населення
За даними перепису населення 2011 року у селі проживали 602 особи.
Національний склад населення села:
| Національність   | Кількість осіб | Відсоток |
| ---------------- | -------------- | -------- |
| болгари          | 592            | 99,0%    |
| цигани           | 3              | 0,5%     |
| турки            | 0              | 0%       |
| інша             | 0              | 0%       |
| не визначились   | 3              | 0,5%     |
| Всього відповіли | 598            |          |

Розподіл населення за віком у 2011 році:
Динаміка населення: